# Derbe
Derbe är en stad omnämnd i Bibeln, som var belägen i landskapet Lykaonien i provinsen Galatien i Mindre Asien. Staden gjordes till en romersk koloni av kejsar Claudius och kallades som sådan Claudio-Derbe. Paulus, Barnabas och Silas besökte staden. Det är den enda staden som nämns i Nya testamentet där evangeliets budskap accepterades från början av dess invånare.